# Лора Фрейзър
Лора Фрейзър (на английски: Laura Fraser) е шотландска актриса, родена на 24 юли 1976 г. в Глазгоу, Шотландия. Завършва гимназия Хилхед – едно от големите училища в Глазгоу. Започва кариерата си през 1996 г. на 20-годишна възраст, като първите ѝ участия са в продукциите на BBC Small faces и Neverwhere. Едни от най-известните роли на Фрейзър са в A Knight's Tale и във Ванила Скай (и двата от 2001). По-скорошни са участията ѝ в други продукции на BBC – He Knew He Was Right (2004), Казанова (2005) и Reichenbach Falls (2007). Снима сериала Talk to Me, където играе ролята на Клеър Белингтън.

## Филмография
- Small Faces (1996)
- Neverwhere (1996)
- Left Luggage (1998)
- Мъжът с желязната маска (1998)
- Divorcing Jack (1998)
- Виртуална сексуалност (1999)
- Мачът (1999)
- Whatever Happened to Harold Smith? (1999)
- A Christmas Carol (1999)
- Titus (1999)
- Kevin & Perry Go Large (2000)
- A Knight's Tale (2001)
- Ванила Скай (2001)
- Devil's Gate (2003)
- 16 Years of Alcohol (2003)
- Coney Island Baby (2003)
- Iron Jawed Angels (2004)
- Казанова (2005)
- Nina's Heavenly Delights (2006)
- Talk to Me (2007)